# Mayflower
La Mayflower (lett. "Fiore di maggio") fu la nave mercantile con cui i padri pellegrini, salpati il 16 settembre 1620 da Plymouth (Inghilterra), raggiunsero gli attuali Stati Uniti a Capo Cod due mesi dopo, il 19 novembre.

## Il periodo storico
In Inghilterra, nel 1602, la chiesa anglicana visse un periodo travagliato che portò alla nascita della chiesa calvinista e ad altre chiese minori dette congregazioni o chiese riformate. John Robinson, pastore anglicano sospeso dal servizio dal vescovo di Norwich, entrò in contatto con un gruppo di religiosi dissidenti, tra i quali John Smyth (fondatore della Chiesa Battista), William Brewster e William Bradford. Divenuti numerosi, si insediarono in un vasto territorio nella valle del fiume Trent, tra le contee del Lincolnshire, Yorkshire e Nottinghamshire.
Divergenze interne portarono alla divisione di questa congregazione in due tronconi, favorita anche da motivi geografici: Smyth rimase a Gainsborough (Lincolnshire), mentre Brewster e Bradford si insediarono vicino a Scrooby (Nottinghamshire), con Robinson come loro pastore.
Le persecuzioni messe in atto dall'arcivescovo di York e dal vescovo di Lincoln fecero decidere i due gruppi ad emigrare nei Paesi Bassi, che all'epoca era l'unico paese in cui vi era tolleranza religiosa. Smyth si insediò ad Amsterdam e Robinson, affiancato da Brewster e Bradford, a Leida. Qui il gruppo crebbe grazie alla gestione di Robinson e del cognato, il diacono John Carver, che vi rimasero per oltre dieci anni.

## Il viaggio in America

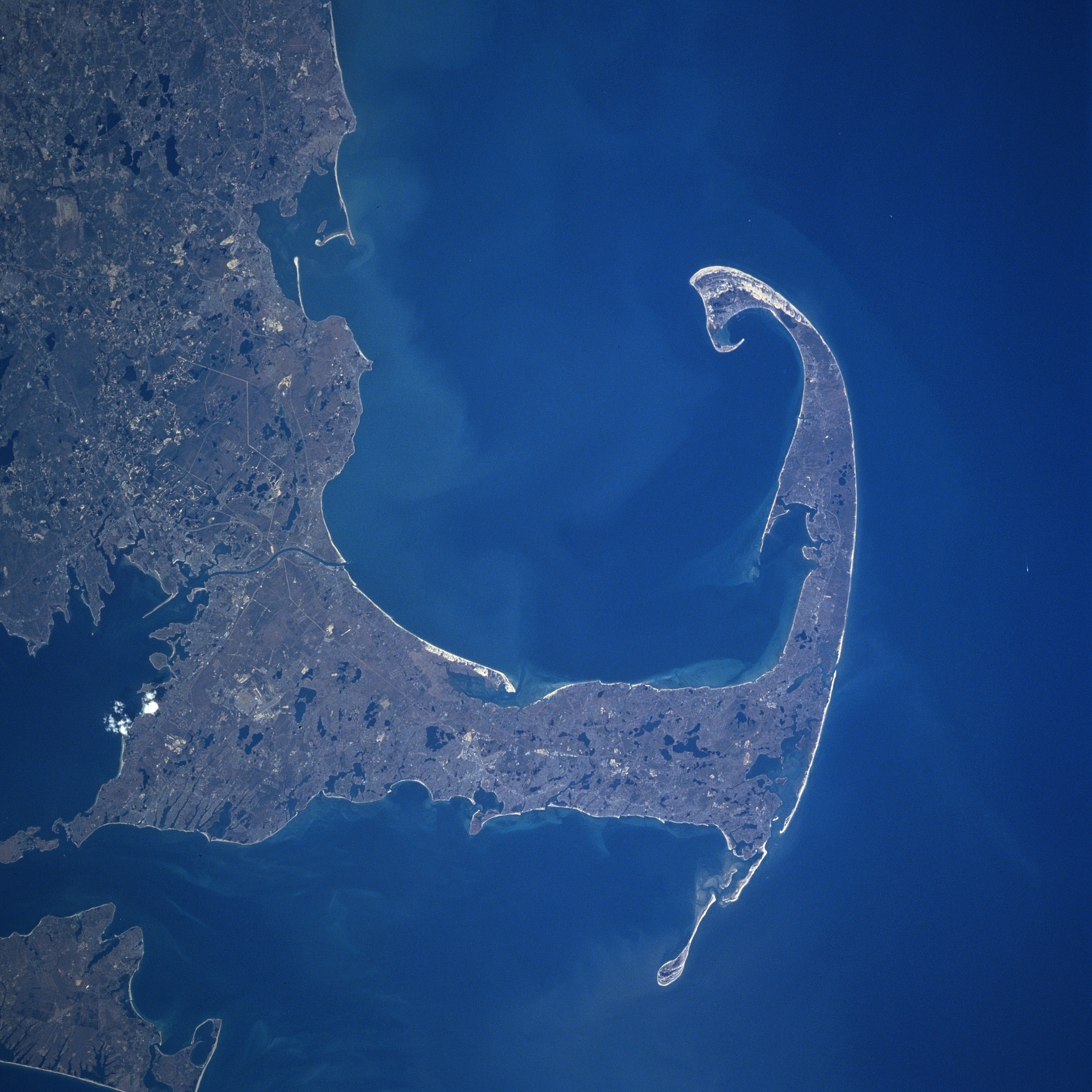
La baia di Capo Cod, dove nel novembre del 1620 la Mayflower attraccò.

L'unico territorio inglese nell'America del Nord era la Virginia, colonia fondata nel 1606. I coloni inglesi vivevano nel piccolo centro di Jamestown. La prima azienda inglese ad operare nel nuovo continente fu la London Company, una compagnia commerciale privilegiata, creata allo scopo di fondare nuovi insediamenti tra il 34º parallelo e il 41º parallelo nord.
Grazie all'amicizia di William Brewster con Sir Edwin Sandys (1561-1629, tesoriere e funzionario della London Company nonché responsabile della colonia), i padri pellegrini ottennero nel 1619, dopo una lunga negoziazione, una concessione che assicurò loro la possibilità di creare un proprio insediamento nella zona settentrionale della Virginia, nella valle del fiume Hudson. Investirono gran parte delle loro risorse, siglarono un contratto finanziario con un commerciante in ferro, Thomas Weston, ed affittarono una nave, decisi a dar vita sotto la protezione inglese a una remunerativa attività di commercio di caffè e di tè.
Il gruppo di 102 passeggeri non era omogeneo: molti erano membri della congregazione, ma si erano uniti anche un certo numero di famiglie e di altre persone che speravano di migliorare la propria situazione economica.

La nave era un galeone a tre alberi di circa 180 tonnellate, costruito nel 1610 presso i cantieri navali di Harwich, nell'Essex, per conto della famiglia di armatori inglesi Jones.
La nave partì dal porto di Plymouth (Cornovaglia) il 16 settembre 1620, comandata da Christopher Jones, con 102 persone a bordo e 28 membri di equipaggio. Oltre a Jones, capitano e co-proprietario, vi erano: John Alden, organizzatore del viaggio e fondatore della colonia; John Carver, primo governatore; William Bradford, che venne nominato governatore alla morte di Carver e venne rieletto per 30 volte consecutive rimanendo in carica fino al 1656.
La traversata dell'Oceano Atlantico durò due mesi. I Padri Pellegrini fecero il loro ingresso al porto di Capo Cod, nell'attuale Stato del Massachusetts,
poi a Provincetown l'11 novembre, dove firmarono il Patto del Mayflower che diede origine al loro governo.
Rinunciando alla concessione ottenuta, sbarcarono l'11 dicembre sulla costa occidentale del Massachusetts, dove fondarono la Colonia di Plymouth, riconosciuta ufficialmente il 1º giugno 1621. Secondo la tradizione, il punto esatto in cui i padri pellegrini misero piede a terra nel Nuovo Mondo è contrassegnato dalla Roccia di Plymouth, che può essere tuttora vista sul lungomare della cittadina.
Nella primavera seguente il Mayflower effettuò il viaggio di ritorno: salpò da Plymouth, nel Massachusetts, il 5 aprile 1621 e attraccò al porto di partenza il 6 giugno.
La nave dei pellegrini Mayflower ha un ruolo importante nella storia americana come simbolo dell'antica colonizzazione inglese dei futuri Stati Uniti. Il documento principale del viaggio della Mayflower e della creazione della colonia di Plymouth è dato dalle lettere e dal diario di William Bradford, che fu la forza guida e poi il governatore della colonia.
John Steinbeck, nell’“Inverno del nostro scontento”, fa dire al protagonista Ethan Hawley: «… per esempio dicono che dalla parte di mio padre ci son stati dei pirati, un tempo, e che la famiglia di mia madre venne col Mayflower».
Il quattrocentesimo anniversario del viaggio della Mayflower è stato celebrato nel 2020.

## I passeggeri
- John Alden
- Isaac Allerton e Mary e i figli Bartholomew, Remember e Mary
- John Allerton
- John ed Eleanor Billington e i figli John e Francis
- William Bradford e Dorothy May
- William e Mary Brewster, e i figli Love e Wrestling
- Richard Britteridge
- Peter Browne
- William Butten
- Robert Carter
- John Carver e Katherine White
- James Chilton, sua moglie e la figlia Mary
- Richard Clarke
- Francis Cooke e il figlio John
- Humility Cooper
- John Crackstone e il figlio John
- Edward Doty
- Francis e Sarah Eaton e il figlio Samuel
- Thomas English
- Moses Fletcher
- Edward Fuller, moglie e il figlio Samuel
- Samuel Fuller
- Richard Gardiner
- John Goodman
- William Holbeck
- John Hooke
- Stephen Hopkins ed Elizabeth Fisher e i figli Costance, Giles e Damaris; il figlio Oceanus nacque durante il viaggio
- John Howland
- John Langmore
- William Latham
- Edward Leister
- Edmund Margesson
- Christopher Martin e Mary Prower
- Desire Minter
- Ellen, Jasper, Richard e Mary More
- William e Alice Mullins e i figli Priscilla e Joseph
- Degory Priest
- Solomon Prower
- John e Alice Rigsdale
- Thomas Rogers e il figlio Joseph
- Henry Samson
- George Soule
- Myles e Rose Standish
- Elias Story
- Edward Thompson
- Edward Tilley e Agnes Cooper
- John Tilley e Hoan Hurst e la figlia Elizabeth
- Thomas Tinker, moglie e un figlio
- William Trevore
- John Turner e due figli
- Richard Warren
- William e Susanna White e il figlio Resolved; il figlio Peregrine nacque poco dopo l'arrivo
- Roger Wilder
- Thomas Williams
- Edward Winslow ed Elizabeth Barker
- Gilbert Winslow
- Il signor Ely
- Dorothy, la fantesca di John Carver

## La seconda Mayflower
Un'altra nave anch'essa chiamata Mayflower fece nel 1629 un viaggio tra Londra e la colonia di Plymouth trasportando 35 passeggeri, molti dei quali appartenevano alla congregazione dei pellegrini di Leiden che organizzarono il primo viaggio. Questa seconda nave non era tuttavia la stessa che fece il primo viaggio portando in America i primi coloni nove anni prima. 
Questo secondo viaggio iniziò nel mese di maggio e terminò raggiungendo Plymouth in agosto. Questa stessa nave fece altre traversate dall'Inghilterra all'America nel 1630, nel 1633, nel 1634 e nel 1639. Un altro tentativo venne fatto nell'ottobre del 1641 con partenza da Londra con alla guida il capitano John Cole. Sulla nave erano imbarcati 140 passeggeri diretti in Virginia: la nave non arrivò mai a destinazione e venne data ufficialmente per dispersa il 18 ottobre del 1642.

## Filmografia
- The Scarlet Letter di Sidney Olcott (1908)
- La lettera scarlatta (The Scarlet Letter) di Victor Sjöström (1926)
- La lettera scarlatta (Der Scharlachrote Buchstabe) di Wim Wenders (1973)
- Gli avventurieri di Plymouth di Brown Clarence (1952)
- Il viaggio della Mayflower di George Schaefer (1979)
- La lettera scarlatta (The Scarlet Letter) di Roland Joffé (1995)
- Saints & Strangers (2015)